# The Cloister's Touch
The Cloister's Touch è un cortometraggio muto del 1910 diretto da David W. Griffith. Prodotto e distribuito dalla Biograph Company, il film uscì nelle sale cinematografiche statunitensi il 31 gennaio 1910.

## Trama
Il duca, con la sua corte, durante una partita di caccia si ferma in una povera casa dove vive una famigliola composta dal marito, la moglie e un figlio. I cortigiani restano tutti colpiti dalla bellezza della donna e nasce in loro l'idea di portarla via con loro a corte. Il duca si trova d'accordo e la donna deve lasciare marito e figlio. A corte, il duce si innamora follemente della donna che diventa la sua favorita. Lei, sempre triste, lo prega di lasciarla andare finché lui le concede di andare a casa. Ma la casupola, quando lei arriva, è deserta: il marito si è rifugiato in un monastero, portando con sé il bambino. La donna, tornata a corte, langue senza speranza finché non muore di crepacuore. Il duca, disperato, si pente di ciò che ha fatto e decide di entrare in convento. Sceglie proprio lo stesso monastero dove si trova il marito: ambedue entrano nell'ordine diventando confratelli.

## Produzione
Il film fu prodotto dalla Biograph Company

## Distribuzione
Il copyright del film, richiesto dalla Biograph Co., fu registrato il 2 febbraio 1910 con il numero J137957. Distribuito dalla Biograph Company, il film - un cortometraggio in una bobina - uscì nelle sale cinematografiche degli Stati Uniti il 31 gennaio 1910.